# Andrea Seri
Andrea Seri es una  asirióloga argentina especialista en la historia de la antigua Mesopotamia y los textos sumerios y acadios antiguos.

## Biografía
Nacida en Argentina, Seri realizó sus estudios de grado en la Universidad Nacional de Rosario. Luego realizó estudios de maestría en el Centro de Estudios de Asia y África del Colegio de México, México. Obtuvo su doctorado en 2003 en la Universidad de Míchigan, EE. UU., bajo la dirección del Prof. Norman Yoffee con una tesis sobre la estructura y función de las instituciones comunitarias de autoridad en el período paleo-babilónico.
Seri fue docente e investigadora del departamento de Ancient Near Eastern Languages and Civilizations de la Universidad de Harvard (2005-2008) y del Oriental Institute de la Universidad de Chicago (2008-2013). Desde 2017 es profesora de Historia Antigua en la Universidad Nacional de Córdoba y desde 2025 es Investigadora del Centro de Estudios de Historia del Antiguo Oriente. 
Sus investigaciones se centran en las maneras de representar e interpretar el pasado en textos sumerios y acadios, incluyendo narraciones de contenido histórico, mítico-literario,y ritual. Como destacada experta en las lenguas y la epigrafía sumeria y acadia, Seri ha trabajado en varios proyectos internacionales, como en el desciframiento de la colección de 23 tablillas cuneiformes de la Universidad Vanderbilt, y como miembro del proyecto Berkeley Prosopography Services, de la Universidad de California en Berkeley. También es miembro del comité editorial de las series monográficas Monografías sobre el Antiguo Cercano Oriente (EE. UU. y Argentina) y Monografías de Oriente Antiguo (España), y lo fue de la revista  Antiguo Oriente (Argentina). 

## Publicaciones
- Local Power in Old Babylonian Mesopotamia. Studies in Egyptology and the Ancient Near East. London, Equinox, 2006, 2012 (reed.).
- Con C. Faraone (eds.), Imagined Beginnings: Ancient Cosmogonies, Theogonies and Anthropogonies in the Eastern Mediterranean. Edición especial del Journal for Ancient Near Eastern Religions, 2012.
- The House of Prisoners: Slavery and State in Uruk during the Revolt against Samsu-iluna. Boston-Berlin, De Gruyter, 2012.